# Smallford
Smallford är en ort i Storbritannien.   Den ligger i distriktet St Albans, grevskapet Hertfordshire och riksdelen England, i den södra delen av landet, 29 km norr om huvudstaden London. Smallford ligger 77 meter över havet och antalet invånare är 373.
Terrängen runt Smallford är huvudsakligen platt. Smallford ligger nere i en dal. Runt Smallford är det tätbefolkat, med 790 invånare per kvadratkilometer. Närmaste större samhälle är Luton, 17,5 km nordväst om Smallford. Trakten runt Smallford består till största delen av jordbruksmark.